# Nipradilol
Nipradilol je beta blokator i donor azot monoksida.